# Osor (Girona)
Osor is een gemeente in de Spaanse provincie Girona in de regio Catalonië met een oppervlakte van 52 km². Osor telt 434 inwoners (1 januari 2016).

## Demografische ontwikkeling
Bron: INE, 1857-2011: volkstellingen